# Каратак

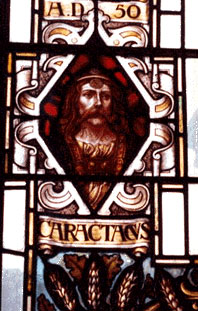
Зображення Каратака на вітражі

Каратак (10 — д/н) — один з останніх могутніх володарів південної Британії з 34 по 51 рік. Він, імовірно, може бути ототожнений з легендарним британським королем Арвіраґом (лат. Arviragus).

## Життєпис
Був сином Кунобелліна, вождя атребатів. Мати Каратака мабуть була з кельтського племені сілурів. Ще за життя батька активно брав участь у державницьких справах. Був помічником свого дядька Епатіка, що володарював разом з Кунобеліном. Каратаку ще у 30-х роках вдалося стати вождем сілурів з огляду на родинні стосунки. У 34 році двоюрідним братом Каратака — Беріком — було вбито Епатіка, почалася війна між братами. Каратак здолав Беріка та іншого свого брата Адмінія (вже рідного), який підтримував Беріка. Останні втекли до Галії й з'явилися в імператора Клавдія у 42 році. Римський імператор вирішив скористатися з цього для вторгнення та захоплення Британії.
Каратак же у 34 році став спів-володарем свого батька. Вже у 43 році в Британії висадився римський полководець Авл Плавцій з 40 тисячами легіонерів. Каратак разом із своїм братом Тогодумном розпочав боротьбу з римлянами. Відбулася перша битва на річці Темзі, де Каратак зазнав поразки й відступив у глиб країни. Римляни зуміли підійти до столиці південних кельтів — Камулодун (сучасний Колчестер). Намагаючись не допустити захоплення власної столиці Каратак зібравши потужніші сили дав нову битву Авлу Плавцію. Спочатку успіх був на стороні кельтів й тільки рішучі дії легата Флавія Веспасіана (майбутнього імператора) дозволили розбити Каратака. після цього було захоплено Камулодун.
Каратак відступив у землі кельтів-сілурів. Тут він продовжував боротьбу з римлянами, поки у 50 році не був розбитий римським військовиком Осторієм Скапулою. Каратак втік на північ — до племені бригантів, сподіваючись підняти останніх на боротьбу з римлянами. Втім їх правителька Картімандуя наказала схопити й видати Каратака римлянам.
Після цього у 51 році Каратака провели у триумфі імператора Клавдія. Після цього Каратаку та його родині була надана свобода. З цього моменту він мешкав у Римі, де й помер.